# Soy Luna Remixes
Soy Luna Remixes (AtellaGali Remixes) es el primer álbum remix de la serie Soy Luna. El álbum fue lanzado el día 6 de octubre de 2017 en algunos países de América Latina en versión física. El álbum cuenta con 6 remezclas, incluyendo una del tema de apertura y otras cinco canciones de la segunda temporada de la novela. Los remixes fueron producidos por la dupla de productores AtellaGali de origen venezolano.

## Lanzamiento
El día 29 de septiembre fue lanzado el videoclip "Cuenta Conmigo" como forma de divulgación del álbum. Días después, el álbum fue oficialmente confirmado y es lanzado el día 6 de octubre de 2017.

## Lista de canciones
| N.º | Título                                  | Duración |  |
| 1.  | «Alas (AtellaGali Remix)»               | 3:40     |  |
| 2.  | «Alzo Mi Bandera (AtellaGali Remix)»    | 2:53     |  |
| 3.  | «Cuenta Conmigo (AtellaGali Remix)»     | 3:17     |  |
| 4.  | «I've Got A Feeling (AtellaGali Remix)» | 2:45     |  |
| 5.  | «Stranger (AtellaGali Remix)»           | 3:07     |  |
| 6.  | «Siempre Juntos (AtellaGali Remix)»     | 3:40     |  |